# 農業党 (チェコスロバキア)
農業党（のうぎょうとう、Republikánská strana zemědělského a malorolnického lidu - RSZML) は、チェコスロバキアに存在した政党。戦間期のチェコスロバキア政治において一時期を除いて政権与党の地位にあり、首相を輩出してきた。農村の大地主層を中心に、小地主や農業労働者の支持を得て、広く農業関係者の利益を代表した。

## 党名の変遷
- 1899年、チェコ農業党（Česká strana agrární）
- 1905年、チェコスラブ農業党(Českoslovanská strana agrární)
- 1919年、チェコスロバキア農村共和党（Republikánská strana československého venkova）
- 1922年、農業者・小農民共和党（Republikánská strana zemědělského a malorolnického lidu - RSZML）

## ハプスブルク帝国時代
1848年の隷農禁止令以降、ボヘミア地域の農村社会でも農民の声を政治に反映させようとする動きが活発化していった。当初はチェコのリベラル派政党である国民党（老チェコ党）や国民自由党（青年チェコ党）を通じて、利益の実現を図ろうとしてきたが、都市市民層を支持基盤とする両党の関心が、1870年代の農業不況にもかかわらず、国制問題に集中し、農業問題に消極的であったことに対する不満が高まっていった。農民の発言力強化を目指して、1880年代から、中央ボヘミアのムラダー・ボレスラフにおける農民党結成の呼びかけを契機に、各地で農民結社の設立が相次いだ。1897年に結成されたチェコ営農家連合が、1899年1月6日の総会で農業党の設立を決定し、1903年に綱領を採択した。1905年にモラビアおよびシレジアにおけるチェコ農業党（Česká strana agrární pro Moravu a Slezsko）と合同し、チェコスラブ農業党と党名を変更した。1909年にアントニーン・シュヴェフラが党首に就任した。1907年の帝国議会選挙では23議席を獲得し、チェコ系政党の中で第一党となり、また24677の地方組織や9万人超の党員を擁する大衆政党としての地位を確立した。1911年、男子普通選挙法施行後初の帝国議会選挙では、約26万票を獲得し、社会民主党に次ぐ第二党となった。

## チェコスロバキア第一共和国時代
1918年のチェコスロバキア建国後は、多くの政党が乱立し、不安定化のきらいがあった議会政治における「かなめ党 pivotal party」として、東欧の新興独立諸国の中で例外的に議会制民主主義体制が機能する役割を担った。また、シュヴェフラ（1922-26、1926-1929）、フランチシェク・ウドルジャル（1929-1932）、ヤン・マリペトル（1932-1935）、ミラン・ホッジャ（1935-1938）、ルドルフ・ベラン（1938-1939）が首相を務めた。
1922年に、スロバキア国民共和農民党 (Slovenská národná a rolnická strana)を吸収して、農業者・小農民共和党と改称した。1933年、シュヴェフラの死去に伴い、ベランが党を率いた。
農業党は、労働者の利益を代表する社民党や国民社会党との協力に否定的な右派を抱え、しばしば党内対立の原因となった。たとえば、1932年7月、社民党に譲歩しがちなウドルジャル政権の政治指導に反発し、年金保険法案の採決に際して、農業党右派に属する上院議員が造反した。またトマーシュ・マサリクの後任を選出する1935年の大統領選挙をめぐって、エドヴァルド・ベネシュの対立候補として、植物学者で元カレル大学学長のボフミール・ネメツを擁立する動きを見せた。

### 議席数（300）の推移
- 1918年 - 55議席（革命国民評議会）[5]
- 1920年 - 28議席[6]
- 1925年 - 45議席
- 1929年 - 46議席
- 1935年 - 45議席

## チェコスロバキア第二共和国以降
1938年のミュンヘン会談後に成立した第二共和国では、1938年11月、国民統一、人民党、商工中産党などと合併して、新たに国民統一党（Strana národní jednoty）が結成し、ベランが党首となった。他方、エドヴァルド・ベネシュ率いる亡命政府には、ホッジャやシュテファン・オススキー駐仏公使が農業党から加わった。
第二次大戦後、第二共和国および大戦・占領期のユダヤ人迫害をはじめとする対独協力のため、党の再建を果たせず、ベランなど党指導者は人民裁判にかけられた。また一部は国民社会党や人民党に合流したほか、1948年の共産化以降は、パリ、その後アメリカで、元内相のヨセフ・チェルニーが中心となって亡命組織が作られた。

## 注
1. ↑  南ボヘミア農業同盟（1877年）、ボヘミア王国農民同盟（1889年）、北東ボヘミア地区農業同盟（1895年）、中央ボヘミア地区農業同盟（1896年）。
2. ↑  1933年から1935年まで党首の地位は空席で、ベランは党首代理。
3. ↑  フランチシェク・スタニェクやヨセフ・ヴラニーが代表的な人物で、モラビア地域の出身者や大地主・農業経営者から支持を得ていた。
4. ↑  農業党内で同調する動きが広がらず、最終的に擁立を断念した。
5. ↑  1911年の帝国議会における勢力比に基づく。
6. ↑  スロバキア国民共和農民党の12議席を加えると40議席。
7. ↑  1934年、国民民主党や国民連盟が結成したナショナリスト政党。

## 文献
- 桐生裕子『近代ボヘミア農村と市民社会 ― 19世紀後半ハプスブルク帝国における社会変容と国民化』、刀水書房、2012年
- 中田瑞穂『農民と労働者の民主主義 ― 戦間期チェコスロヴァキア政治史』、名古屋大学出版会、2012年